# Kirgisisk (sprog)
Kirgisisk (kirgisisk: кыргызча, قىرعىزچا, kyrgyzcha udtales [qɯɾʁɯztʃɑ] eller кыргыз тили, قىرعىز تيلى, kyrgyz tili, udtales [qɯɾʁɯz tili] er et tyrkisk sprog der tales af ca. 4 mio. mennesker i Kirgisistan samt i Kina, Afghanistan, Kasakhstan, Tajikistan, Tyrkiet, Usbekistan, Pakistan og Rusland. Kirgisisk tilhører kirgisisk-kiptjakkisk-undergruppen af de kiptjakkiske sprog, og tilnærmelser i nyere tid har medført en stigende grad af gensidig forståelighed mellem kirgisisk og kasakhisk.[kilde mangler]
Kirgisisk blev oprindelig skrevet med oldtyrkisk skrift, som gradvist blev erstattet af persisk skrift (brugt indtil 1928 i Sovjetunionen, stadig brugt i Kina). Mellem 1928 og 1948 blev det latinbaserede fællestyrkiske alfabet brugt. P.g.a. sovjetisk politik blev et kyrillisk alfabet efterhånden almindeligt i 1940, hvilket det stadig er i dag, selvom nogle kirgisere stadig bruger det arabiske alfabet. Da Kirgisistan blev uafhængigt efter Sovjetunionens fald i 1991, var der en populær idé blandt nogle kirgisere om at gå over til det latinske alfabet (en version nærmere det tyrkiske alfabet, ikke det originale alfabet i 1928-40), men planen er ikke implementeret endnu.

## Historie
Der er for få eller ingen kildehenvisninger i Dette afsnit, hvilket er et problem. Du kan hjælpe ved at angive troværdige kilder til de påstande, som fremføres.

### Forhistoriske rødder
Det første folkeslag, der med sikkerhed kaldtes kirgisere, nævnes i tidlige middelalderlige kinesiske kilder som nordlige naboer og undertiden som undersåtter af det tyrkiske steppeimperium baseret i Mongolietområdet. Kirgiserne var involverede i det internationale system af handelsveje, der populært kaldes Silkevejen, senest i slutningen af 700-tallet. Da det uighuriske imperium ødelagdes i 840 e.Kr., talte de et tyrkisk sprog, der ikke adskilte sig meget fra oldtyrkisk og skrev med den samme runeskrift. Efter at de vandt over uighurerne i 840 e.Kr., beboede de ikke den mongolske steppe, og deres historie herefter er  i flere århundreder dårligt belyst, selvom de i middelalderlige geografiske værker angives at bo ikke langt fra deres nuværende sted.

### Kolonisering
I perioden under zarens administration (1876-1917) blev kasakherne og kirgiserne begge kaldt kirgisere, idet de, der nu kaldes kirgisere, om nødvendigt blev specificeret som kara-kirgisere "sorte kirgisere" (alternativt kendt som "de store kirgisere"). Det nutidige kirgisiske sprog havde ikke en standardortografi indtil 1923, hvor et arabisk alfabet introduceredes. Det blev ændret til et latinsk alfabet, udviklet af Kasym Tynystanov i 1928 og til et kyrillisk alfabet i 1940. I årene umiddelbart efter afhængigheden blev endnu et alfabetskifte diskuteret. Josip Broz Tito lærte at tale kirgisisk perfekt. Pga. en lang periode med russisk herredømme er kirgisisk blevet blandet meget med russisk.

### Postsovjetiske dynamikker
I de tidlige 1990'ere forfulgte Askar Akayevs regering en aggressiv politik med at introducere kirgisisk som det officielle sprog, hvilket tvang den tilbageværende europæiske befolkning til at bruge kirgisisk i de fleste offentlige situationer. Det officielle pres for at håndhæve denne praksis var så stærk, at et russisk medlem af præsident Akayevs stab skabte en skandale i 1992 ved at true med at trække sig tilbage for at dramatisere presset for "kirgisificering" af immigrantbefolkningen. En lov i 1992 krævede, at al offentlig virksomhed kun skulle udføres på kirgisisk i 1997. Men i marts 1996 gjorde Kirgisistans parlament russisk et officielt sprog på linje med kirgisisk og omstødte tidligere viljesudtryk. Et stort pres fra Rusland var en stærk faktor i denne ændring, hvilket var en del af et generelt forsoningsarbejde med Rusland, foranlediget af Akayev. Nutildags er russisk stadig hovedsproget i de store byer såsom Bisjkek, mens kirgisisk fortsætter med at miste sit fodfæste, især blandt de yngre.

## Fonologi
|         | Fortungevokal | Fortungevokal | Bagtungevokal | Bagtungevokal |
| urundet | rundet        | urundet       | ryndet        |               |
| ------- | ------------- | ------------- | ------------- | ------------- |
| Lukket  | i             | y             | ɯ             | u             |
| Midt    | e (e̞)         | ø (ø̞)         |               | o (o̞)         |
| Åben    | (a)           |               | ɑ             |               |

- /a/ forekommer kun i låneord fra persisk eller efterfulgt af en fortungevokal senere i ordet (regressiv assimilation), f.eks. /ajdøʃ/ ("skrånende") i stedet for */ɑjdøʃ/[5] Bemærk at dens status som en vokal distinkt fra /ɑ/ er tvivlsom i de fleste dialekter.[6]

|              |              | Labial | Dental/ alveolær | Post- alveolær | Dorsal |
| ------------ | ------------ | ------ | ---------------- | -------------- | ------ |
| Nasal        | Nasal        | m      | n                |                | ŋ      |
| Lukkelyd     | ustemt       | p      | t (t̪)            |                | k      |
| Lukkelyd     | stemt        | b      | d (d̪)            |                | ɡ      |
| Affrikat     | Ustemt       |        | (t͡s (t̪͡s̪))        | t͡ʃ             |        |
| Affrikat     | Stemt        |        |                  | d͡ʒ             |        |
| Hæmmelyd     | Ustemt       | (f)    | s (s̪)            | ʃ              | (x)    |
| Hæmmelyd     | Stemt        | (v)    | z (z̪)            |                |        |
| Approksimant | Approksimant |        | l                |                | j      |
| Tremulant    | Tremulant    |        | r                |                |        |

- /f, v, t͡s, x/ forekommer kun i låneord.[7]

## Skrift
Kirgiserne i Kirgisistan bruger et kyrillisk alfabet, som bruger alle de russiske bogstaver plus ң, ө, og ү.
I Xinjiang i Kina bruges et arabisk alfabet.
| Kyrillisk | Arabisk | Translitteration | Dansk |
| Бардык адамдар өз беделинде жана укуктарында эркин жана тең укуктуу болуп жаралат. Алардын аң-сезими менен абийири бар жана бири-бирине бир туугандык мамиле кылууга тийиш. | باردىق ادامدار ۅز بەدەلىندە جانا ۇقۇقتارىندا ەركىن جانا تەڭ ۇقۇقتۇۇ بولۇپ جارالات.۔ الاردىن اڭ-سەزىمى مەنەن ابئيىرى بار جانا بئرى-بئرىنە بئر تۇۇعاندىق مامئلە قىلۇۇعا تئيىش. | Bardıq adamdar öz bedelinde cana uquqtarında erkin cana teñ uquqtuu bolup caralat. Alardın añ-sezimi menen abiyiri bar cana biri-birine bir tuuğandıq mamile qıluuğa tiyiş. | Alle mennesker er født frie og lige i værdighed og rettigheder. De er udstyret med fornuft og samvittighed, og de bør handle mod hverandre i en broderskabets ånd. |

## Morfologi og syntaks
Der er for få eller ingen kildehenvisninger i Dette afsnit, hvilket er et problem. Du kan hjælpe ved at angive troværdige kilder til de påstande, som fremføres.

### Kasus
Substantiver på kirgisisk falder i et antal kasus-endelser der ændrer sig på basis af vokalharmoni og den slags konsonant de følger (se afsnittet om fonologi).
| Kasus     | Underliggende form | Mulige former                                                          | "båd"   | "luft" | "spand"  | "hånd" | "hoved" | "salt" | "øje"  |
| --------- | ------------------ | ---------------------------------------------------------------------- | ------- | ------ | -------- | ------ | ------- | ------ | ------ |
| Nominativ | —                  | —                                                                      | кеме    | аба    | челек    | кол    | баш     | туз    | көз    |
| Genitiv   | -NIn               | -нын, -нин, -дын, -дин, -тын, -тин, -нун, -нүн, -дун, -дүн, -тун, -түн | кеменин | абанын | челектин | колдун | баштын  | туздун | көздүн |
| Dativ     | -GA                | -га, -ка, -ге, -ке, -го, -ко, -гө, -кө                                 | кемеге  | абага  | челекке  | колго  | башка   | тузга  | көзгө  |
| Akkusativ | -NI                | -ны, -ни, -ды, -ди, -ты, -ти, -ну, -нү, -ду, -дү, -ту, -тү             | кемени  | абаны  | челекти  | колду  | башты   | тузду  | көздү  |
| Lokativ   | -DA                | -да, -де, -та, -те, -до, -дө, -то, -тө                                 | кемеде  | абада  | челекте  | колдо  | башта   | тузда  | көздө  |
| Ablativ   | -DAn               | -дан, -ден, -тан, -тен, -дон, -дөн, -тон, -төн                         | кемеден | абадан | челектен | колдон | баштан  | туздан | көздөн |

Normalt baseres valget mellem den velære ([ɡ ~ ɣ], [k]) og den uvulære ([ɢ ~ ʁ] og [χ ~ q]) udtale af /г/ og /к/ på den efterfølgende vokal. Således medfører en bagtungevokal en uvulær udtale og en fortungevokal, en velær udtale, og vokalen i suffikser bestemmes på baggrund af den forrige vokal i ordet. I dativ bliver vokalen i endelsen bestemt normalt, d.v.s. efter princippet om vokalharmoni, mens valget mellem velarer og uvularer afgøres på baggrund af den forudgående konsonant, f.eks. банк /bank/ 'bank' + GA giver банкка /bankka/, ikke /bankqa/ som den ovenstående model forudsiger.

### Pronominer
Kirgisisk har otte personlige pronominer:
| Ental                       | Ental           | Flertal                      | Flertal      |
| Kirgisisk (transliteration) | Dansk           | Kirgisisk (translitteration) | Dansk        |
| --------------------------- | --------------- | ---------------------------- | ------------ |
| Мен (Men)                   | jeg             | Биз (Biz)                    | vi           |
| Сен (Sen)                   | du              | Силер (Siler)                | I (uformelt) |
| Сиз (Siz)                   | De              | Сиздер (Sizder)              | I (formelt)  |
| Ал (Al)                     | han/hun/den/det | Алар (Alar)                  | de           |

Stedordenes bøjning beskrives i tabellen nedenfor. Entalsstedordene udviser uregelmæssighed (med undtagelse af сиз, hvilket plejede at være pluralis), mens flertalsstedordene ikke gør. Uregelmæssige former fremhæves med fed skrift.
|     | Singularis | Singularis      | Singularis     | Singularis | Pluralis | Pluralis        | Pluralis       | Pluralis |
|     | Første     | Anden (uformel) | Anden (formel) | Tredje     | Første   | Anden (uformel) | Anden (formel) | Tredje   |
| --- | ---------- | --------------- | -------------- | ---------- | -------- | --------------- | -------------- | -------- |
| Nom | мен        | сен             | сиз            | ал         | биз      | силер           | сиздер         | алар     |
| Akk | мени       | сени            | сизди          | аны        | бизди    | силерди         | сиздерди       | аларды   |
| Gen | менин      | сенин           | сиздин         | анын       | биздин   | силердин        | сиздердин      | алардын  |
| Dat | мага       | сага            | сизге          | ага        | бизге    | силерге         | сиздерге       | аларга   |
| Lok | менде      | сенде           | сизде          | анда       | бизде    | силерде         | сиздерде       | аларда   |
| Abl | менден     | сенден          | сизден         | андан      | бизден   | силерден        | сиздерден      | алардан  |

Udover pronominerne er der flere andre morfemsæt der beskæftiger sig med person.
|              | stedord | kopula  | nutid   | genitivendelser | præteritum/konditionalis | imperativ    |
| ------------ | ------- | ------- | ------- | --------------- | ------------------------ | ------------ |
| 1. sg        | мен     | -mIn    | -mIn    | -(I)m           | -(I)m                    | -AyIN        |
| 2. sg uform. | сен     | -sIŋ    | -sIŋ    | -(I)ŋ           | -(I)ŋ                    | —, -GIn      |
| 2. sg form.  | сиз     | -sIz    | -sIz    | -(I)ŋIz         | -(I)ŋIz                  | -GIlA        |
| 3. sg        | ал      | —       | -t      | -(s)I(n)        | —                        | -sIn         |
| 1. pl        | биз     | -BIz    | -BIz    | -(I)bIz         | -(I)K                    | -AyIK        |
| 2. pl uform. | силер   | -sIŋAr  | -sIŋAr  | -(I)ŋAr         | -(I)ŋAr                  |              |
| 2. pl form.  | сиздер  | -sIzdAr | -sIzdAr | -(I)ŋIzdAr      | -(I)nIzdAr               |              |
| 3. pl        | алар    | —       | -(I)şAt | -(s)I(n)        | —                        | -sIn, -IşsIn |

### Ledsætninger
Kirgisisk bruger nominaliserede verbalfraser til at danne omsagnsled. For eksempel ville "jeg ved ikke hvad jeg så" oversættes til "Мен эмнени көргөнүмдү билбейм" (Men emneni körgönümdü bilbeym): jeg hvad-AKK.BESTEMT se-en-1.SG-AKK.DEF vide-NEG-1.sg, hvor verbalfrasen "jeg så hvad" behandles som et nominelt objekt til verbet "at vide". Sætningen ovenfor er også et godt eksempel på kirgisisk vokalharmoni; bemærk at alle vokalerne er fortungevokaler.
Flere forskellige nominaliseringsstrategier bruges afhængigt af de tidslige egenskaber af den relativiserede verbalfrase -GAn(dIK) for generel fortid, -AAr for futurum eller potentielle ikke-realiserede hændelser og -A turgan(dɯq) for ikke-perfektive hændelser er det hyppigste. Kopulaet har en uregelmæssig relativiseret form экен(дик), som kan bruges ligesom former af af verbet бол- være (болгон(дук), болор). Relativiserede verbalformer kan antage nominelle possessivendelser såvel som kasusendelser, og det gør de ofte.